# Estación de Jardines de Murillo
Jardines de Murillo será una estación de la Línea 3 del metro de Sevilla situada en la avenida Menéndez Pelayo, dentro de la Ronda histórica en el casco antiguo, la boca de acceso estará junto a los jardines de Murillo. Cerca de la futura estación se encuentra el intercambiador de transportes del Prado de San Sebastián. También hacen parada en la zona varias líneas de autobuses urbanos e interurbanos. Esta estación, al igual que el resto de la línea 3, tendrá una profundidad media de entre 15 y 17 metros.

## Accesos
- Menéndez Pelayo En el entorno de la sede de la Diputación de Sevilla
- Menéndez Pelayo Av. Menéndez Pelayo (frente a los Jardines de Murillo)
- Av. Menéndez Pelayo.

## Líneas y correspondencias
| << cabecera        | < estación        | línea | estación >         | cabecera >>          |
| ------------------ | ----------------- | ----- | ------------------ | -------------------- |
| Pino Montano Norte | Puerta de Carmona |       | Prado S. Sebastián | Hospital V. de Valme |

## Conexiones

### Autobuses urbanos
Diversas líneas de autobuses urbanos propiedad de la empresa TUSSAM tienen parada en la proximidad de la futura estación.
| N.º de parada | LÍNEA | Trayecto                               | Zona        |
| ------------- | ----- | -------------------------------------- | ----------- |
|               | 1     | Polígono Norte - Hospital V. del Rocío | Transversal |
|               | 5     | Puerta Triana - Santa Aurelia          | Transversal |
|               | 21    | Plaza de Armas - Polígono San Pablo    | Radial Este |
|               | C3    | << Circular interior                   | Circular    |
|               | C4    | Circular interior >>                   | Circular    |
|               | A1    | Prado S. Sebastián - Polígono Norte    | Noctura     |
|               | A3    | Prado S. Sebastián - Sevilla Este      | Noctura     |

## Otros datos de interés
- Se encuentra próxima a los juzgados y junto a la estación de autobuses de Prado de San Sebastián.
- Próxima al rectorado de la Universidad de Sevilla.